# Andrea Casiraghi
Andrea Albert Pierre Casiraghi, (født 8. juni 1984 i Monaco), er det ældste barn af den italiensk fødte Stefano Casiraghi (1960-1990) og prinsesse Caroline. 

## Ægteskab og børn
I juli 2012 blev Andrea Casiraghi forlovet med den colombiansk-schweiziske Tatiana Santo Domingo (født 1983). Det forventes, at parret bliver gift i 2013.
Den 6. november 2012 nævnte hans forlovede Tatiana Santo Domingo i et interview til La Voz Libre, at hun ventede sit første barn. Hun fødte en dreng, en søn ved navn Alexandre Andrea Stefano  "Sasha" Casiraghi, den 21. marts 2013 på Portland Hospital i London, England. Da hans forældre ikke var gift på fødslen, blev han ikke inkluderet i den monegaskiske arvefølge. Men på grund af deres efterfølgende ægteskab indtager deres søn i øjeblikket den femte position i arverækken til den monegaskiske trone.
Casiraghi og Santo Domingo blev gift ved en borgerlig ceremoni i det fyrstelige palads i Monaco den 31. august 2013. En religiøs ceremoni blev senere afholdt i Gstaad, Schweiz, den 1. februar 2014. Deres andet barn, en datter ved navn India, blev født i London den 12. april 2015. Deres tredje barn, en dreng ved navn Maximilian Rainier, blev født i Monaco den 19. april 2018.

## Titler
Honorær militær titel: Korporal i Compagnie des Carabiniers du Prince (20. januar 2012 — nu)